# بخش چاه حسن
بخش چاه حسن، یکی از بخش‌های شهرستان جازموریان در استان کرمان ایران است. مرکز این بخش، روستای محمدآباد کتکی است.

## تقسیمات کشوری
- بخش چاه حسن
  - دهستان چاه حسن
  - دهستان کوهستان

## جمعیت
بر پایه سرشماری عمومی نفوس و مسکن در سال ۱۳۹۵، جمعیت بخش چاه حسن برابر با ۱۵٬۱۲۳ نفر بوده‌است.